# Oost-Aziatisch kampioenschap voetbal 2010
Het Oost-Aziatisch voetbalkampioenschap (ook als Oost-Azië Cup bekend) is een voetbaltoernooi voor nationale landenteams annex territoriumteams in de regio Oost-Azië en wordt georganiseerd door de Oost-Aziatische voetbalbond (EAFF, East Asian Football Federation).
In 2010 was het de vierde editie voor mannenelftallen en de derde editie voor vrouwenelftallen. De beide eindtoernooien werden tegelijkertijd in Tokio in Japan gespeeld. Bij de mannen werd de zege voor de tweede keer door het Chinees voetbalelftal behaald. Bij de vrouwen werd zege voor de tweede opeenvolgende keer door het Japans vrouwenvoetbalelftal behaald.

## Mannen

### Kwalificatie

#### Eerste ronde
De eerste ronde in het kwalificatietoernooi werd van 11 tot en met 15 maart 2009 in Yona in Guam gespeeld.
| Team                 | Pld | W | D | L | GF | GA | GD | Pts |
| -------------------- | --- | - | - | - | -- | -- | -- | --- |
| Guam                 | 3   | 2 | 1 | 0 | 5  | 3  | +2 | 7   |
| Mongolië             | 3   | 2 | 0 | 1 | 6  | 3  | +3 | 6   |
| Macau                | 3   | 1 | 1 | 1 | 9  | 5  | +4 | 4   |
| Noordelijke Marianen | 3   | 0 | 0 | 3 | 3  | 12 | -9 | 0   |

|                                               |                                                                              |                  |                      |                                                    |
| 11 maart 2009 «onderlinge duels» 13:30 UTC+10 | Macau                                                                        | 6 – 1            | Noordelijke Marianen | Leo Palace Resort, Yona Scheidsrechter: Ryuji Sato |
| 11 maart 2009 «onderlinge duels» 13:30 UTC+10 | Chan Kin Seng 13' 24' Ho Man Hou 33' 90' Leong Chong In 40' Loi Wai Hong 62' | Wedstrijdverslag | Joe Wang Miller 5'   | Leo Palace Resort, Yona Scheidsrechter: Ryuji Sato |

|                                               |                         |                  |          |                                                        |
| 11 maart 2009 «onderlinge duels» 16:00 UTC+10 | Guam                    | 1 – 0            | Mongolië | Leo Palace Resort, Yona Scheidsrechter: Kim Jong-Hyeuk |
| 11 maart 2009 «onderlinge duels» 16:00 UTC+10 | Christopher Mendiola 9' | Wedstrijdverslag |          | Leo Palace Resort, Yona Scheidsrechter: Kim Jong-Hyeuk |

|                                               |                |                  |                                               |                                                |
| 13 maart 2009 «onderlinge duels» 13:30 UTC+10 | Macau          | 1 – 2            | Mongolië                                      | Leo Palace Resort, Yona Scheidsrechter: Fan Qi |
| 13 maart 2009 «onderlinge duels» 13:30 UTC+10 | Ho Man Hou 79' | Wedstrijdverslag | Tsedenbal Norjmoo 67' Lumbengarav Donorov 69' | Leo Palace Resort, Yona Scheidsrechter: Fan Qi |

|                                               |                                         |                  |                                 |                                                                        |
| 13 maart 2009 «onderlinge duels» 16:00 UTC+10 | Guam                                    | 2 – 1            | Noordelijke Marianen            | Leo Palace Resort, Yona Toeschouwers: 765 Scheidsrechter: Cheng Oi Cho |
| 13 maart 2009 «onderlinge duels» 16:00 UTC+10 | Joshua Andrew Borja 10' Ian Mariano 68' | Wedstrijdverslag | Peter Benjamin Loken 81' (pen.) | Leo Palace Resort, Yona Toeschouwers: 765 Scheidsrechter: Cheng Oi Cho |

|                                               |                           |                  |                                                                                                  |                                                                      |
| 15 maart 2009 «onderlinge duels» 13:30 UTC+10 | Noordelijke Marianen      | 1 – 4            | Mongolië                                                                                         | Leo Palace Resort, Yona Toeschouwers: 700 Scheidsrechter: Ryuji Sato |
| 15 maart 2009 «onderlinge duels» 13:30 UTC+10 | Nicolas Benjamin Swaim 5' | Wedstrijdverslag | Lumbengarav Donorov 16' Gerelt-Od Sukhbaatar 42' Tsedenbal Norjmoo 71' Mungunsukh Battsagaan 90' | Leo Palace Resort, Yona Toeschouwers: 700 Scheidsrechter: Ryuji Sato |

|                                               |                                                 |                  |                       |                                                                            |
| 15 maart 2009 «onderlinge duels» 16:00 UTC+10 | Guam                                            | 2 – 2            | Macau                 | Leo Palace Resort, Yona Toeschouwers: 1.400 Scheidsrechter: Kim Jong-Hyeuk |
| 15 maart 2009 «onderlinge duels» 16:00 UTC+10 | Joshua Andrew Borja 36' Jason Ryan Cunlifee 90' | Wedstrijdverslag | Chan Kin Seng 10' 51' | Leo Palace Resort, Yona Toeschouwers: 1.400 Scheidsrechter: Kim Jong-Hyeuk |

#### Tweede ronde

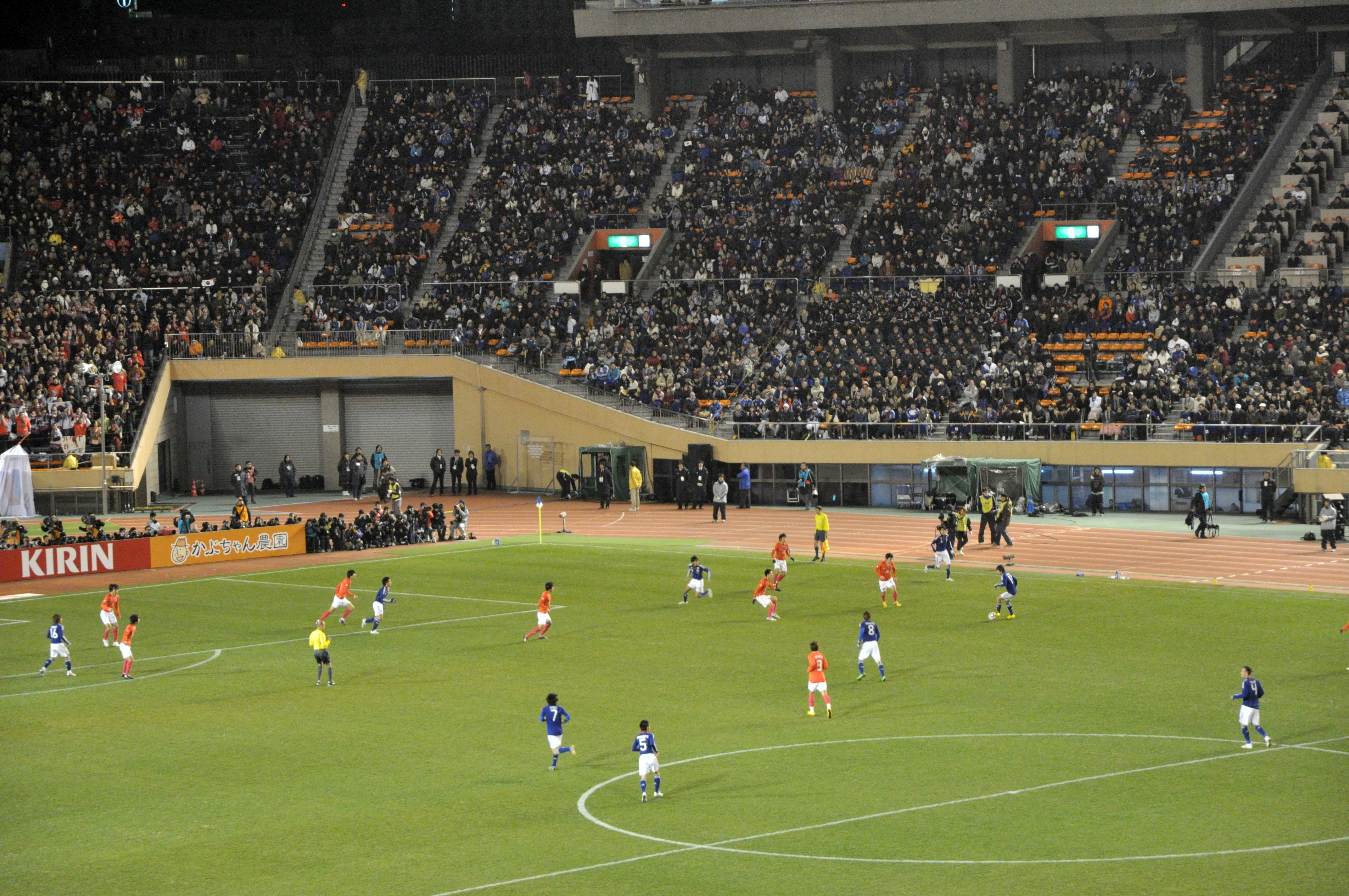
–

De tweede ronde in het kwalificatietoernooi werd van 23 tot en met 27 augustus 2009 in Kaohsiung in Taiwan gespeeld. De winnaar plaatste zich voor het eindtoernooi.
| Team           | W | G | G | V | DV | DT | DS  | Pts |
| -------------- | - | - | - | - | -- | -- | --- | --- |
| Hongkong       | 3 | 2 | 1 | 0 | 16 | 0  | +16 | 7   |
| Noord-Korea    | 3 | 2 | 1 | 0 | 11 | 3  | +8  | 7   |
| Chinees Taipei | 3 | 1 | 0 | 2 | 5  | 8  | −3  | 3   |
| Guam           | 3 | 0 | 0 | 3 | 4  | 25 | −21 | 0   |

|                                                 | |                  |                                                |                                                                                |
| 23 augustus 2009 «onderlinge duels» 16:30 UTC+8 | Noord-Korea                                                                                              | 9 – 2            | Guam                                           | Nationaal Stadion, Kaohsiung Toeschouwers: 2.000 Scheidsrechter: Haiime Matsuo |
| 23 augustus 2009 «onderlinge duels» 16:30 UTC+8 | Kim Yong-Jun 8' Pak Nam-Chol 12' An Chol-Hyok 20', 74', 78', 89' Choe Kum-Chol 28', 41' Mun In-Guk 45+2' | Wedstrijdverslag | Joshua Andrew Borja 1' Jason Ryan Cunliffe 20' | Nationaal Stadion, Kaohsiung Toeschouwers: 2.000 Scheidsrechter: Haiime Matsuo |

|                                                 |                |                  |                                                                          |                                                                               |
| 23 augustus 2009 «onderlinge duels» 19:00 UTC+8 | Chinees Taipei | 0 – 4            | Hongkong                                                                 | Nationaal Stadion, Kaohsiung Toeschouwers: 12.000 Scheidsrechter: Minoru Tojo |
| 23 augustus 2009 «onderlinge duels» 19:00 UTC+8 |                | Wedstrijdverslag | Lee Wai Lim 38' Chan Wai Ho 45+1' Chan Siu Ki 60' Gerard Ambassa Guy 63' | Nationaal Stadion, Kaohsiung Toeschouwers: 12.000 Scheidsrechter: Minoru Tojo |

|                                                 |                  |       |             |                                                                               |
| 25 augustus 2009 «onderlinge duels» 16:30 UTC+8 | Hongkong         | 0 – 0 | Noord-Korea | Nationaal Stadion, Kaohsiung Toeschouwers: 100 Scheidsrechter: Kim Jong-Hyeok |
| 25 augustus 2009 «onderlinge duels» 16:30 UTC+8 | Wedstrijdverslag |       |             | Nationaal Stadion, Kaohsiung Toeschouwers: 100 Scheidsrechter: Kim Jong-Hyeok |

|                                                 |                                                      |                  |                             |                                                                                |
| 25 augustus 2009 «onderlinge duels» 19:00 UTC+8 | Chinees Taipei                                       | 4 – 2            | Guam                        | Nationaal Stadion, Kaohsiung Toeschouwers: 7.500 Scheidsrechter: Hajime Matsuo |
| 25 augustus 2009 «onderlinge duels» 19:00 UTC+8 | Chen Po-liang 45+', 68' Chang Han 61' Lo Chih-en 75' | Wedstrijdverslag | Joshua Andrew Borja 5', 26' | Nationaal Stadion, Kaohsiung Toeschouwers: 7.500 Scheidsrechter: Hajime Matsuo |

|                                                 | |                  |      |                                                                              |
| 27 augustus 2009 «onderlinge duels» 16:30 UTC+8 | Hongkong | 12 – 0           | Guam | Nationaal Stadion, Kaohsiung Toeschouwers: 1.500 Scheidsrechter: Minoru Tojo |
| 27 augustus 2009 «onderlinge duels» 16:30 UTC+8 | Man Pei Tak 5' Wong Chin Hung 15' Chan Siu Ki 18', 35', 75', 77' Chao Pengfei 37', 71', 90+2' Leung Chun Pong 41' Poon Yiu Cheuk 89' Chan Wai Ho 90' | Wedstrijdverslag |      | Nationaal Stadion, Kaohsiung Toeschouwers: 1.500 Scheidsrechter: Minoru Tojo |

|                                                 |                |                  |                                       |                                                                                 |
| 27 augustus 2009 «onderlinge duels» 19:00 UTC+8 | Chinees Taipei | 1 – 2            | Noord-Korea                           | Nationaal Stadion, Kaohsiung Toeschouwers: 10.000 Scheidsrechter: Hajime Matsuo |
| 27 augustus 2009 «onderlinge duels» 19:00 UTC+8 | Chang Han 49'  | Wedstrijdverslag | Jong Tae-Se 23' (pen.) Ji Yun-Nam 61' | Nationaal Stadion, Kaohsiung Toeschouwers: 10.000 Scheidsrechter: Hajime Matsuo |

### Eindtoernooi
Het eindtoernooi werd van 6 tot en met 14 februari in twee stadions in Tokio, Japan gespeeld.
| Team       | G | W | D | V | DV | DT | DS  | Pts |
| ---------- | - | - | - | - | -- | -- | --- | --- |
| China      | 3 | 2 | 1 | 0 | 5  | 0  | +5  | 7   |
| Zuid-Korea | 3 | 2 | 0 | 1 | 8  | 4  | +4  | 6   |
| Japan      | 3 | 1 | 1 | 1 | 4  | 3  | +1  | 4   |
| Hongkong   | 3 | 0 | 0 | 3 | 0  | 10 | −10 | 0   |

|                                                |                  |       |       |                                                                                |
| 6 februari 2010 «onderlinge duels» 19:15 UTC+9 | Japan            | 0 – 0 | China | Ajinomoto Stadium, Tokio Toeschouwers: 25.964 Scheidsrechter: Strebre Delovski |
| 6 februari 2010 «onderlinge duels» 19:15 UTC+9 | Wedstrijdverslag |       |       | Ajinomoto Stadium, Tokio Toeschouwers: 25.964 Scheidsrechter: Strebre Delovski |

|                                                |                                                                                          |                  |          |                                                                         |
| 7 februari 2010 «onderlinge duels» 19:15 UTC+9 | Zuid-Korea                                                                               | 5 – 0            | Hongkong | Olympisch stadion, Tokio Toeschouwers: 2.728 Scheidsrechter: Ryuji Sato |
| 7 februari 2010 «onderlinge duels» 19:15 UTC+9 | Kim Jung-Woo 10' Gu Ja-Cheol 24' Lee Dong-Gook 32' Lee Seung-Ryul 37' No Byung-Jun 90+3' | Wedstrijdverslag |          | Olympisch stadion, Tokio Toeschouwers: 2.728 Scheidsrechter: Ryuji Sato |

|                                                 |                                          |                  |            |                                                                         |
| 10 februari 2010 «onderlinge duels» 19:15 UTC+9 | China                                    | 3 – 0            | Zuid-Korea | Olympisch stadion, Tokio Toeschouwers: 3.629 Scheidsrechter: Ng Kai Lam |
| 10 februari 2010 «onderlinge duels» 19:15 UTC+9 | Yu Hai 5' Gao Lin 27' Deng Zhuoxiang 60' | Wedstrijdverslag |            | Olympisch stadion, Tokio Toeschouwers: 3.629 Scheidsrechter: Ng Kai Lam |

|                                                 |                                               |                  |          |                                                                          |
| 11 februari 2010 «onderlinge duels» 19:15 UTC+9 | Japan                                         | 3 – 0            | Hongkong | Olympisch stadion, Tokio Toeschouwers: 16.368 Scheidsrechter: Zhao Liang |
| 11 februari 2010 «onderlinge duels» 19:15 UTC+9 | Keiji Tamada 41', 82' Marcus Tulio Tanaka 65' | Wedstrijdverslag |          | Olympisch stadion, Tokio Toeschouwers: 16.368 Scheidsrechter: Zhao Liang |

|                                                 |          |                  |                       |                                                                              |
| 14 februari 2010 «onderlinge duels» 16:30 UTC+9 | Hongkong | 0 – 2            | China                 | Olympisch stadion, Tokio Toeschouwers: 16.439 Scheidsrechter: Kim Jong-Hyeok |
| 14 februari 2010 «onderlinge duels» 16:30 UTC+9 |          | Wedstrijdverslag | Qu Bo 44', 74' (pen.) | Olympisch stadion, Tokio Toeschouwers: 16.439 Scheidsrechter: Kim Jong-Hyeok |

|                                                 |                          |       |                                                              |                                                                                |
| 14 februari 2010 «onderlinge duels» 19:15 UTC+9 | Japan                    | 1 – 3 | Zuid-Korea                                                   | Olympisch stadion, Tokio Toeschouwers: 42.951 Scheidsrechter: Strebre Delovski |
| 14 februari 2010 «onderlinge duels» 19:15 UTC+9 | Yasuhito Endo 23' (pen.) |       | Lee Dong-Gook 33' (pen.) Lee Seung-Ryul 39' Kim Jae-Sung 70' | Olympisch stadion, Tokio Toeschouwers: 42.951 Scheidsrechter: Strebre Delovski |

## Vrouwen

### Kwalificatieronde
De kwalificatieronde werd van 22 tot en met 30 augustus 2009 in Táinán, Taiwan gespeeld. De winnaar plaatste zich voor de eindronde.
| Datum | Land           | Uitslag | Land                 |
| ----- | -------------- | ------- | -------------------- |
| 22/8  | Guam           | 5-1     | Noordelijke Marianen |
| 22/8  | Chinees Taipei | 8-1     | Hongkong             |
| 24/8  | Hongkong       | 10-0    | Noordelijke Marianen |
| 24/8  | Zuid-Korea     | 9-0     | Guam                 |
| 26/8  | Chinees Taipei | 10-0    | Guam                 |
| 26/8  | Zuid-Korea     | 19-0    | Noordelijke Marianen |
| 28/8  | Chinees Taipei | 17-0    | Noordelijke Marianen |
| 28/8  | Zuid-Korea     | 7-0     | Hongkong             |
| 30/8  | Hongkong       | 1-0     | Guam                 |
| 30/8  | Zuid-Korea     | 6-0     | Chinees Taipei       |

| # | Land                 | W | G | V | P  | v-t   |
| - | -------------------- | - | - | - | -- | ----- |
| 1 | Zuid-Korea           | 4 | 0 | 0 | 12 | 41-0  |
| 2 | Chinees Taipei       | 3 | 0 | 1 | 9  | 35-7  |
| 3 | Hongkong             | 2 | 0 | 2 | 6  | 12-15 |
| 4 | Guam                 | 1 | 0 | 3 | 3  | 5-21  |
| 5 | Noordelijke Marianen | 0 | 0 | 4 | 0  | 1-51  |

### Eindronde
De eindronde werd van 6 tot en met 13 februari 2010 in Tokio in Japan gespeeld. China, Japan en Noord-Korea waren direct geplaatst, Zuid-Korea plaatste zich via kwalificatie. Na terugtrekking van Noord-Korea voor de eindronde nam de nummer 2 van de kwalificatie, Taiwan, hun plaats in.
| Datum | Land       | Uitslag | Land           |
| ----- | ---------- | ------- | -------------- |
| 6/2   | Japan      | 2-0     | China          |
| 7/2   | Zuid-Korea | 4-0     | Chinees Taipei |
| 10/2  | China      | 2-1     | Zuid-Korea     |
| 11/2  | Japan      | 3-0     | Chinees Taipei |
| 13/2  | China      | 3-0     | Chinees Taipei |
| 13/2  | Japan      | 2-1     | Zuid-Korea     |

| # | Land           | W | G | V | P | v-t  |
| - | -------------- | - | - | - | - | ---- |
| 1 | Japan          | 3 | 0 | 0 | 9 | 7-1  |
| 2 | China          | 2 | 0 | 1 | 6 | 5-3  |
| 3 | Zuid-Korea     | 1 | 0 | 2 | 3 | 6-4  |
| 4 | Chinees Taipei | 0 | 0 | 3 | 0 | 0-10 |